# Alexander James McLean
Alexander James McLean (West Palm Beach (Florida), 9 januari 1978) is een Amerikaans zanger en lid van de Backstreet Boys.

## Biografie

### Eerste jaren
Hij werd geboren in West Palm Beach, Florida, als de zoon van Denise Fernandez en Bob McLean. Zijn ouders scheidden toen McLean twee jaar oud was, waarna zijn vader het gezin verliet . Hij werd opgevoed door zijn moeder en haar ouders, Ursula en Adolph Fernandez. In 1990 verhuisde hij met zijn moeder naar Orlando, Florida, om zich te concentreren op zijn acteer- en zangcarrière. Na enkele audities voor verschillende Nickelodeon en Disney-programma's, kreeg hij een rol in de serie Welcome Freshman van Nickelodeon en in de komedieserie Hi Honey! I'm Home waarin hij te zien was als Skunk.

### Backstreet Boys
In 1992 werd McLean door Lou Pearlman gevraagd om lid te worden van zijn nieuwe groep de Backstreet Boys. Samen met Nick Carter, Howie Dorough, Kevin Richardson en Brian Littrell zou hij deze groep gaan vormen. De Backstreet Boys werden immens populair en waren de succesvolste band van die tijd: wereldwijd werden er ruim 90 miljoen albums verkocht.
Op 14 juni 2005 bracht de groep hun vijfde album uit, Never Gone, waarvan in de eerste maand al miljoenen exemplaren werden verkocht. Op 30 oktober 2007 is hun nieuwe album 'Unbreakable' uitgekomen.
In 2009 is het recentste album uitgekomen, namelijk "This is us". De band grijpt op dit album meer terug naar hun originele boyband-sound, het is wat meer pop-georiënteerd.
Ondertussen zijn er nog twee recentere albums verschenen: In a world like this in 2014 en DNA in 2019. Beide gevolgd door een wereldtournee.

### Alcohol- en drugsverslaving
In zijn vroege tienerjaren stond McLean bekend als de "slechte jongen" van de groep. In 2001 verontrustte zijn slechte en onverantwoorde gedrag de andere bandleden. Er werd ingegrepen en hij onderging rehabilitatie voor alcoholisme en drugsgebruik. Zijn moeder schreef later het boek Backstreet Mom, waarin zij het leven van AJ beschrijft voor, gedurende en na de rehabilitatie.
In december 2003 was hij met zijn moeder te zien in The Oprah Winfrey Show om over zijn depressies, alcoholisme en drugsgebruik te praten. Kevin Richardson, Brian Littrell, Howie Dorough en Nick Carter verrasten McLean door ook te komen en te praten over hún ervaringen met zijn verslavingen. Ook boden ze aan om te helpen en zouden ze hem steunen gedurende zijn rehabilitatie. Het was de eerste keer sinds twee jaar dat alle vijf leden van de Backstreet Boys samen te zien waren voor publiek.

### Huwelijk
McLean trouwde op 17 december 2011 met Rochelle DeAnna Karidis. Hij had haar in januari 2010 ten huwelijk gevraagd maar de plechtigheid werd uitgesteld naar aanleiding van een derde poging tot rehabilitatie. De plechtigheid vond plaats in het Beverly Hills Hotel te Los Angeles. Het koppel heeft twee dochters.